# Vlag van Västernorrland

Vlag van Västernorrlands län

De vlag van Västernorrland is de vlag van Västernorrlands län, een provincie in Zweden. De vlag bestaat uit twee delen afgeleid uit de vlaggen van de landschappen Ångermanland en Medelpad. Het is een vierkante banier van het wapen van deze Zweedse provincie. De vlag en het wapen werd op 5 december 1941 officieel aangenomen.

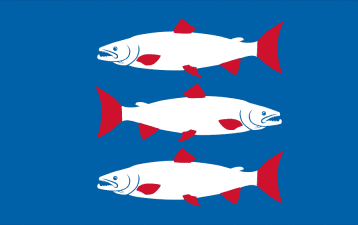
Vlag van Ångermanland
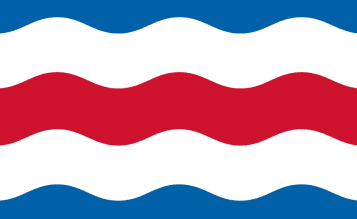
Vlag van Medelpad